# Japan Furusato Network
『Japan Furusato Network』（ジャパン・ふるさと・ネットワーク）は、2009年11月2日から2013年3月28日までTOKYO FMほかJFN系で放送されていたミニ番組。

## 概要
- パーソナリティはサヘル・ローズ（2011年4月 - ）。2011年3月までは茂木淳一が務めていた。
- Eternityの後継番組。
- 略称のJFNは、番組名のJapan Furusato Networkとネットワーク名のJapan FM Networkを掛けている。
- 毎回1つの都道府県を取り上げ、日本全国のふるさとの話題を地域色を出しながらニュース形式で伝える。
- 茂木時代のオープニングでは、「日本中に転がっている、ふるさとの希望のかけらを、集めて繋げて参りましょう。○○月○○日○曜日、Japan Furusato Network、JFN。茂木淳一がお送りします。今日はこちらの話題。」という茂木のセリフが決まり文句となっていた。話題を伝え終わった後、茂木が、補足情報や話題に関する感想などを短くコメントし、開始から流れているオーケストラのBGMで終了という構成。サヘルに変わってからは「日本全国にある、ふるさとの話題をお送りします」と改められた。
- 14:55:00 - 14:55:20 カウキャッチャー枠→タイトルコール（女声で「Japan Furusato Network!」）→14:55:25 - 14:56:25 カウキャッチャー枠（「NISSAN あ、安部礼司〜BEYOND THE AVERAGE」のキャラクターが登場する）→本編の流れ。一時期（2011年頃）、14:55:25 - 14:56:25のカウキャッチャー枠が廃止され、いきなり本編が始まることもあった。

## 放送時間
月曜 - 木曜 14:55 - 15:00（エフエム秋田とFMぐんまは13:55 - 14:00の先行ネット）
- TOKYO FMではシナプス（金曜はよんぱち 48hours 〜WEEKEND MEISTER〜）、JFNラインネット番組配信局はflowers（金曜はFRIDAY GOES ON! 〜あっ、それいただきっ!〜）の番組内で放送。FMKとエフエム愛知では独立番組となっている。
- 番組開始当初は木曜日までの放送で、金曜日のみ2009年12月末まで、住宅に関する情報番組である『House of Essence』を放送していた。その後、月 - 金の帯番組となるが2011年4月より再び月 - 木の放送となる。（金曜日は『HOPE MESSAGE』→中西哲生のWEEKEND NAVI→ 鈴木おさむのちょっと元気になる言葉を放送）